# West Reef
Das West Reef (englisch für Westriff, in Argentinien gleichbedeutend Arrecife Oeste) ist ein Felsenriff im Archipel der Südlichen Shetlandinseln. Es liegt 5 km nordwestlich des Kap Lindsey von Elephant Island vor der westlichen Einfahrt zur Sealers Passage.
Seinen deskriptiven Namen erhielt das Riff durch Robbenjäger, die in diesen Gewässern operierten, und ist seit mindestens 1822 etabliert.